# Poslední večírek
Poslední večírek (v originále It's My Party) je americký hraný film z roku 1996, který režíroval Randal Kleiser podle vlastního scénáře na základě skutečného příběhu. Film zachycuje rozhodnutí muže spáchat sebevraždu kvůli nemoci AIDS. Hudbu k filmu složil Basil Poledouris (Barbar Conan, Robocop, Modrá laguna, Zachraňte Willyho, Maso a krev…). Snímek měl světovou premiéru na filmovém festivalu Sundance dne 11. ledna 1996.

## Děj
Nick Stark je úspěšný architekt, který již několik let trpí nemocí AIDS. Rozhodne se proto spáchat sebevraždu, aby se vyhnul poslednímu stadiu umírání. Uspořádá velký dvoudenní večírek, na který sezve všechny své přátele a rodinu. Během párty vyplouvají mezi jejími účastníky na povrch dávné animozity (=nepříznivý postoj k věci, osobě, názoru) a neurovnané vztahy. Na konci večírku Nick dobrovolně odejde ze života.

## Obsazení
| Eric Roberts          | Nick Stark        |
| Olivia Newton-Johnová | Lina Bingham      |
| Margaret Cho          | Charlene Lee      |
| Bruce Davison         | Rodney Bingham    |
| Lee Grant             | Amalia Stark      |
| Devon Gummersall      | Andrew Bingham    |
| George Segal          | Paul Stark        |
| Gregory Harrison      | Brandon Theis     |
| Marlee Matlinová      | Daphne Stark      |
| Roddy McDowall        | Damian Knowles    |
| Bronson Pinchot       | Monty Tipton      |
| Christopher Atkins    | Jack Allen        |
| Dennis Christopher    | Douglas Reedy     |
| Ron Glass             | doktor David Wahl |
| Sally Kellerman       | Sara Hart         |
| Nina Foch             | Brandonova matka  |